# Тэйлор, Джок
Джок Тэйлор (англ. John Robert "Jock" Taylor; 9 марта 1954, Пенкэйтлэнд, Шотландия — 15 августа 1982, Иматра, Финляндия) — шотландский мотогонщик, чемпион мира по шоссейно-кольцевым гонкам в классе мотоциклов с колясками 1980 года, 2-кратный чемпион Великобритании (1980, 1981).

## Спортивная карьера
Джон Роберт (Джок) Тэйлор родился в деревне Пенкэйтлэнд (Ист-Лотиан, Шотландия, Великобритания). В возрасте 19 лет он впервые в жизни принял участи в гонке на мотоциклах с колясками в качестве пассажира с пилотом Кенни Эндрюсом. Годом позже он дебютировал и в качестве гонщика.
В 1977 году к Тэйлору пришёл первый крупный успех — вместе с пассажиром Льюисом Уордом он выиграл чемпионат Шотландии, а также ряд локальных гонок, не входивших в зачёт первенства. В 1978-м пассажиром Тэйлора стал Джимми Нил; вместе они дебютировали в чемпионатах Великобритании и мира. В 1979-м из-за скандала, инициированного Рольфом Биландом, выступавшим на трицикле BEO, не требующего при езде участия пассажира, чемпионат разделился на два класса — B2A (традиционные мотоциклы с колясками) и B2B (прототипы-трициклы). Изначально Тэйлор собирался выступать в классе B2B и даже купил тот самый трицикл BEO, из-за которого произошло разделение. Но в итоге трицикл Тэйлору не понравился, и он выступил на классическом мотоцикле с коляской в классе B2A. Тэйлор и его пассажир Бенга Йоханссон выиграли первую в карьере гонку, Гран-При Швеции, а также стали вице-чемпионами Великобритании, но в то же время Тэйлора преследовали трагические неудачи. В одной из гонок тяжёлые травмы получил Джимми Нил (что в итоге и привело Йоханссона к роли пассажира), а в другой, локальной, разбился насмерть пассажир Дэйв Пауэлл.
В 1980-м FIM запретила прототипы трициклы, и чемпионат прошёл в классе классических мотоциклов с колясками. Дуэт Тэйлор/Йоханссон оказался непобедимым: они взяли титулы и в Чемпионате мира, и в Чемпионате Великобритании; годом позже Тэйлор подтвердил британский титул. Титул 1980 года стал последним, завоёванным на мотоцикле классической компоновки: уже в следующем году FIM отменила запрет на трициклы, и те неизменно доминируют в чемпионатах до сих пор.
Но на дождевом Гран-При Финляндии 1982 года мотоцикл Тэйлора попал в условия аквапланирования, слетел с трассы и врезался в телефонный столб (финская трасса была проложена по дорогам общего пользования). Йоханссона отбросило в сторону, он отделался ушибами. Тэйлор остался жив, и к нему успели подбежать маршалы; пилот был зажат внутри мотоцикла, и они решили разрезать трицикл, чтобы извлечь пилота. Но в то же время администрация гонки отказался остановить заезд. Двумя кругами позже финский дуэт Веса Биенек и Пентти Ниининвара не справился с управлением и на полной скорости врезался в мотоцикл Тэйлола и группу маршалов. Все маршалы получили лёгкие травмы, один сломал ногу. Тэйлор пострадал серьёзнее; его успели доставить в больницу, но там он скончался от внутренного кровотечения, полученного при повторном ударе.

## Память
Спустя год после смерти Тэйлора, в 1983 году в Нокхилле была организована первая гонка Jock Taylor Trophy, впоследствии ставшая ежегодной. Гонка проходит в Шотландии (в разных местах) по сей день.
В 2006 году в родной деревне Джока Тэйлора ему поставили памятник. Мемориалы Тэйлора есть в парке Беверидж (Кирколди, Великобритания) и неподалёку от Иматры (Финляндия) в месте, где он разбился.

## Результаты выступлений в Чемпионате мира по шоссейно-кольцевым гонкам на мотоциклах с колясками
| Легенда к таблице |                                                 |
| --- | ----------------------------------------------- |
| В таблице перечислены результаты всех этапов чемпионата мира, в которых принимал участие гонщик либо пассажир. Строками таблицы являются сезоны, столбцами все гонки этапов чемпионата мира, напарник и мотоцикл. В клетках указаны сокращённое название этапа и результат, клетка дополнительно обозначена цветом. Расшифровка обозначений и цветов представлена в нижеследующей таблице. |                                                 |
| \| Пример \| Описание \| \| ------------ \| ----------------------------------------------- \| \| 1 \| Победитель \| \| 2 \| Второе место \| \| 3 \| Третье место \| \| \| Финишировал в очковой зоне \| \| \| Финишировал вне очковой зоны \| \| НКЛ \| Не классифицирован \| \| Сход \| Не финишировал \| \| НКВ \| Не прошёл квалификацию \| \| НПКВ \| Не прошёл предварительную квалификацию \| \| ДСК \| Дисквалифицирован \| \| ИСК \| Исключён из протокола соревнований \| \| НС \| Не стартовал в гонке \| \| Т \| Травмирован или болен \| \| ОТК \| Отказ от участия \| \| НТР \| Прибыл на соревнования, но на трассу не выезжал \| \| НПР \| Не прибыл к началу соревнований \| \| НД \| Недопущен до старта \| \| О \| Гонка отменена \| \| \| Не участвовал \| \| Поул-позиция \| \| \| Быстрый круг \| \| |                                                 |
| Пример | Описание                                        |
| 1 | Победитель                                      |
| 2 | Второе место                                    |
| 3 | Третье место                                    |
| | Финишировал в очковой зоне                      |
| | Финишировал вне очковой зоны                    |
| НКЛ | Не классифицирован                              |
| Сход | Не финишировал                                  |
| НКВ | Не прошёл квалификацию                          |
| НПКВ | Не прошёл предварительную квалификацию          |
| ДСК | Дисквалифицирован                               |
| ИСК | Исключён из протокола соревнований              |
| НС | Не стартовал в гонке                            |
| Т | Травмирован или болен                           |
| ОТК | Отказ от участия                                |
| НТР | Прибыл на соревнования, но на трассу не выезжал |
| НПР | Не прибыл к началу соревнований                 |
| НД | Недопущен до старта                             |
| О | Гонка отменена                                  |
| | Не участвовал                                   |
| Поул-позиция |                                                 |
| Быстрый круг |                                                 |

| Год        | Пассажир        | Мотоцикл      | 1      | 2     | 3     | 4        | 5     | 6        | 7        | 8     | 9     | 10  | Место | Очки |
| ---------- | --------------- | ------------- | ------ | ----- | ----- | -------- | ----- | -------- | -------- | ----- | ----- | --- | ----- | ---- |
| 1978       | Льюис Уорд      | Windle-Yamaha | AUT 12 | FRA 7 | NAT 8 |          |       |          |          |       |       |     | 7     | 30   |
| 1978       | Джеймс Нил      | Windle-Yamaha |        |       |       | NED      | BEL 6 | GBR 3    | GER Сход | CZE 4 |       |     | 7     | 30   |
| 1979 (B2A) | Джим Лоу        | Windle-Yamaha | AUT    | GER 5 |       |          |       |          |          |       |       |     | 5     | 43   |
| 1979 (B2A) | Джеймс Нил      | Windle-Yamaha |        |       | NED 3 | BEL      |       |          |          |       |       |     | 5     | 43   |
| 1979 (B2A) | Бенга Йоханссон | Windle-Yamaha |        |       |       |          | SWE 1 | GBR 2    | CZE Сход |       |       |     | 5     | 43   |
| 1980       | Бенга Йоханссон | Windle-Yamaha | FRA 2  | JUG 3 | NED 1 | BEL 1    | FIN 1 | GBR 2    | GER Сход | GER 1 |       |     | 1     | 94   |
| 1981       | Бенга Йоханссон | Fowler-Yamaha | AUT 1  | GER 2 | FRA 2 | ESP 9    | NED 2 | BEL 2    | GBR Сход | FIN 2 | SWE 3 | CZE | 3     | 87   |
| 1982       | Бенга Йоханссон | Windle-Yamaha | AUT 4  | NED 6 | BEL 3 | GBR Сход | SWE 3 | FIN Сход | CZE      | SMA   | FIN   |     | 5     | 33   |

## Результаты выступлений на гонке Isle of Man TT[8]
| Год  | Класс               | Мотоцикл      | Пассажир        | Позиция в классе |
| ---- | ------------------- | ------------- | --------------- | ---------------- |
| 1978 | Sidecar (1-й заезд) | Windle-Yamaha | Кенни Артур     | 2                |
| 1978 | Sidecar (2-й заезд) | Windle-Yamaha | Кенни Артур     | 3                |
| 1979 | Sidecar (1-й заезд) | Windle-Yamaha | Гордон Расселл  | Сход             |
| 1979 | Sidecar (2-й заезд) | Windle-Yamaha | Гордон Расселл  | 16               |
| 1980 | Sidecar (1-й заезд) | Windle-Yamaha | Бенга Йоханссон | 2                |
| 1980 | Sidecar (2-й заезд) | Windle-Yamaha | Бенга Йоханссон | 1                |
| 1981 | Sidecar (1-й заезд) | Fowler-Yamaha | Бенга Йоханссон | 1                |
| 1981 | Sidecar (2-й заезд) | Fowler-Yamaha | Бенга Йоханссон | 1                |
| 1982 | Sidecar (1-й заезд) | Windle-Yamaha | Бенга Йоханссон | 18               |
| 1982 | Sidecar (2-й заезд) | Windle-Yamaha | Бенга Йоханссон | 1                |